# Morone saxatilis
La lubina rayada atlántica (Morone saxatilis, también conocido como Striped bass, en inglés) es un pez anádromo que se encuentra a lo largo de la costa atlántica de América del Norte, desde el norte de Florida hasta el estuario del río San Lorenzo. Se introdujo con éxito en varios lagos y embalses del continente y la costa del Pacífico, donde actualmente se puede encontrar desde México hasta la Columbia Británica. Las muestras de la Costa Atlántica tienen como origen la Bahía de Chesapeake, el río Delaware y el río Hudson. Hace migraciones estacionales de la costa de Carolina del Norte hasta Nueva Escocia.
La pesca deportiva de los ejemplares migratorios se produce durante todo el año, y el pico de esta actividad se lleva a cabo durante la primavera y las migraciones de otoño. La pesca comercial se lleva a cabo estacionalmente, con anzuelos y redes.
La lubina rayada atlántica alcanza una longitud de 150 cm y un peso de 25-35 kg. Su edad máxima alcanza más de 25 años y la madurez sexual se alcanza entre los dos y cuatro años de edad, para los machos, y entre cinco y ocho años para las hembras. La migración para el desove de los ejemplares se produce entre abril y junio, cuando los peces entran en hábitats de agua dulce. La temperatura del agua durante el desove puede variar de 10 °C a 23 °C, el ápice de la actividad de desove se observa entre 15 °C y 20 °C. Después del desove dejan las costas y vuelven a los estuarios. La lubina es omnívora, se alimenta de varias especies de invertebrados y peces, sobre todo de la familia Clupeidae de sábalo (Brevoortia tyrannus) y la saboga (Alosa fallax).